# Scutellinia minutella
Scutellinia minutella är en svampart som beskrevs av Svrcek & J. Moravec 1969. Scutellinia minutella ingår i släktet Scutellinia och familjen Pyronemataceae.   Inga underarter finns listade i Catalogue of Life.